# Virachola clearchus
Virachola clearchus är en fjärilsart som beskrevs av Hans Fruhstorfer 1912. Virachola clearchus ingår i släktet Virachola och familjen juvelvingar. Inga underarter finns listade i Catalogue of Life.